# Elena Guerra
Elena Guerra, O.S.S. (Lucca, 23 de junio de 1835 – Lucca, 11 de abril de 1914) fue escritora, teóloga, fundadora y religiosa católica italiana, reconocida por ser la fundadora de la orden femenina de la Congregación de las Oblatas del Espíritu Santo.
Dedicó su vida a la enseñanza de chicas de China y África.Era reconocida como férrea defensora que el Espíritu Santo era la motivación para hacer obras de caridad, llegando a influir en el Papa León XIII, quien escribió dos encícilas con motivo de esa devoción, e instituyó una novena por el Espíritu Santo. 
Por ese motivo, el papa Juan XXIII la llamó "La apóstol del Espíritu Santo de la época moderna". También se le conoce como "La abuela de la renovación carismática". Es considerada como la precursora del movimiento de la Renovación Carismática Católica.
Fue beatificada por Juan XXIII el 26 de abril de 1959, y el 20 de octubre de 2024 el papa Francisco la canonizó en la Plaza de San Pedro, junto a otros beatos.

## Biografía
Elena Guerra nació en Lucca el 23 de junio de 1835 en una familia practicante del catolicismo y aristocrática (algunas fuentes indican que era de la nobleza toscana). 
Realizó el sacramento católico de la confirmación el 5 de junio de 1845, cuando tenía 10 años, y a partir de ese momento comenzó a estudiar con intensidad la figura teológica del Espíritu Santo, tercera persona de la divinidad cristiana.
La pequeña Elena comenzó a leer a los Padres de la Iglesia y la biblia en latín, ya que era la única lengua en que estaban disponibles tales textos, y fundó dos comunidades femeninas laicasː el Jardín de María, y Amistades Espirituales, Por esos años contrajo cólera la cual la incapacitó varios años en su casa, aprovechando tal situación para instruirse más en la devoción al Espíritu Santo.

### Vocación

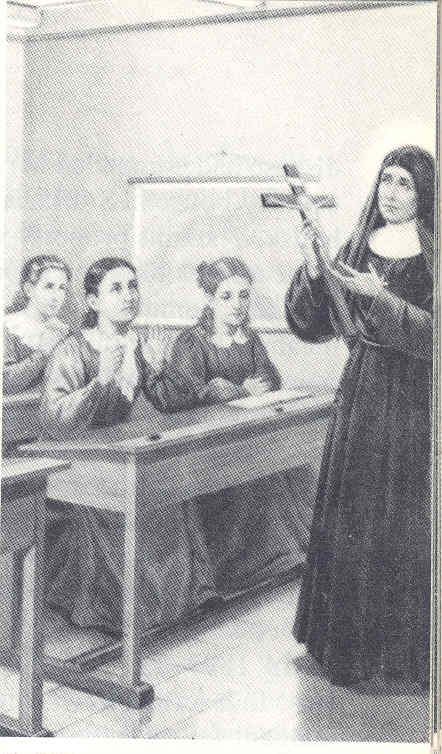
Elena Guerra en clase. Resalta la imagen de la joven Gemma Galgani, una de sus alumnas más famosas.

En abril de 1870, Elena se dirigió a Roma junto a su padre y otros allegados, para asistir a una sesión del Concilio Vaticano I, dirigido por el papa Pío IX; esta peregrinación le ayudó a confirmar su decisión de vida religiosa, ya que según se cuenta, al visitar las catacumbas romanas sintió el definitivo llamado a consagrar su vida a Dios.

### Fundación de las hermanas Zitas
Al año siguiente, en 1871, hizo un ensayo de comunidad femenina con sus amigas, la cual terminó dando lugar en 1882 a la fundación de la Congregación de las Hermanas de Santa Zita para la educación de la juventud femenina.
A pesar de esto, Elena aún no tenía claridad de cual era el objetivo de su congregación. Tuvo entre sus alumnas a la joven italiana Gema Galgani, quien estudió con ella de 1889 a 1893, y posteriormente se unió a la comunidad de los pasionistas siendo declarada santa por la Iglesia Católica en 1940 por el Papa Pío XII.

### Contacto con León XIII

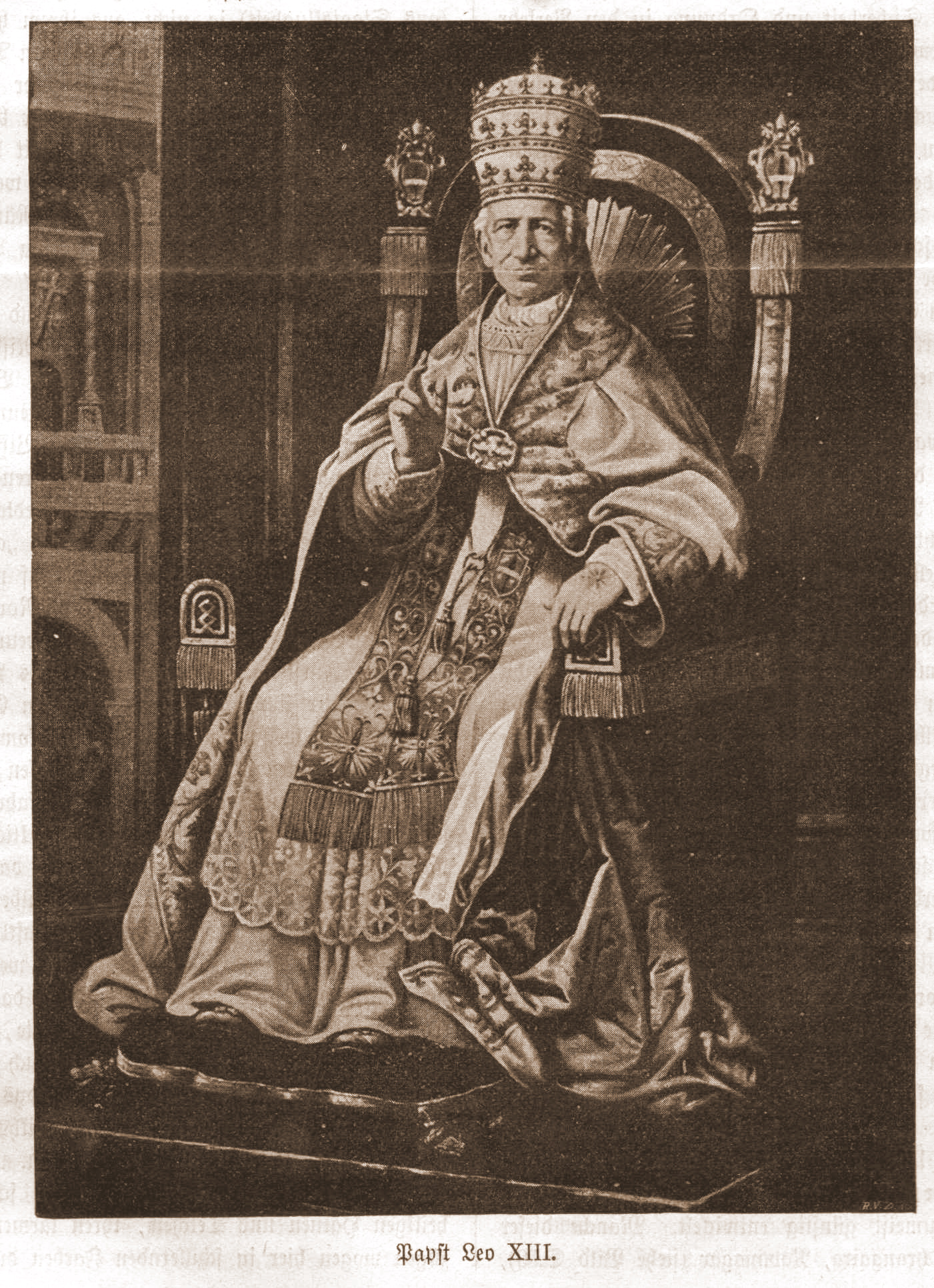
Estampa del papa León XIII.

Elena sentía la necesidad de difundir la devoción al Espíritu Santo en la Iglesia Católica, y movida por esa convicción escribió en varias ocasiones al Papa León XIII para exhortarlo a que invitara a todos los cristianos a esta devoción. Sus misivas fueron enviadas el 17 de abril de 1897 por medio del obispo italiano, Giovanni Volpi, acompañante espiritual de la comunidad de Elena de varios años.Entre sus misivas, destaca éste textoː

"Santo Padre, el mundo es perverso, el espíritu de Satanás triunfa en nuestra sociedad pervertida y arranca del Corazón de Jesús una multitud de almas; y en este terrible estado de cosas los cristianos no dedican ningún pensamiento a dirigir súplicas unánimes a Aquel que puede ‘renovar la faz de la tierra"

El Papa finalmente contestó a sus peticiones y publicó en 1895 una Carta Apostólica llamada Provida Matris Caritate (5 de mayo de 1895), en la que promovía a los fieles católicos a hacer una novena (ejercicio de devoción por nueve días), en honor al Espíritu Santo para la unidad de los cristianos entre las fiestas cristianas de la Ascensión de Jesús y Pentecostés. La novena estaba basada en una devoción confeccionada por la propia Elena, conocida como "El Nuevo Cenáculo".
Después, en 1897 el papa escribió la Encíclica sobre el Espíritu Santo Divinum Illud Munus (9 de mayo de 1897) recordando la novena y precisando que debería hacerse de manera anual. El 17 de octubre de 1897, Elena es recibida en audiencia por el papa, quien la invitó a seguir con su misión propagadora; el Papa fue quien le solicitó a Elena el cambio de nombre de las hermanas Zitas por el de Oblatas del Espíritu Santo, nombre que la orden monacal conserva hasta el día de hoy.

### Caída en desgracia y muerte
A pesar de contar con el respaldo papal, Elena fue despreciada por algunas de sus seguidoras y acusada de malversación de los fondos de la comunidad, por lo que fue obligada por las autoridades religiosas de Lucca a abandonar públicamente la dirección de las oblatas, pasando 7 años aislada de la comunidad. 
Elena Guerra murió a los 79 años, el 11 de abril de 1914, en Lucca, sin poder regresar a la cabeza de su compañía femenina. Su cuerpo reposa en Lucca, en la iglesia de San Agustín, donde se mantiene incorrupto.
Años después se supo que su salida de la orden fue causada por chismes infundados. El obispo de la región, encargado de revisar su caso, exclamóː

"Encontramos oro donde creíamos que había basura, y basura donde creíamos que había oro…"

## Onomástico y culto público

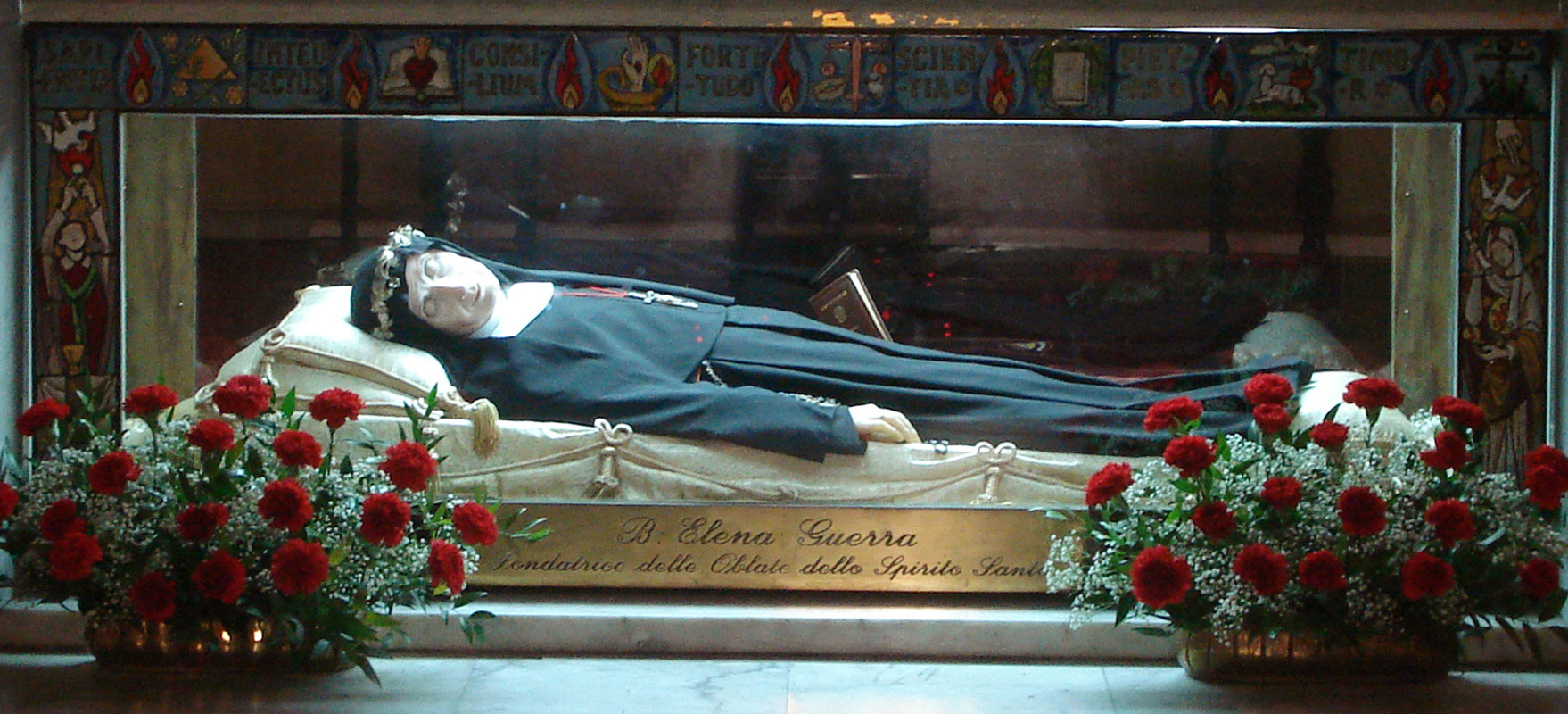
Cuerpo incurrupto de Elena, Iglesia de San Agustín, Lucca.

Su proceso de canonización inició en 1953, cuando el Papa Pío XII, la declaró Venerable, el 26 de junio de ese mismo año.
Fue beatificada el 26 de abril de 1959 por el papa Juan XXIII, quien le dio el título de Apóstol del Espíritu Santo. Se tiene registro de que aproximadamente 5.000 de sus religiosos asistieron a su beatificación.
Su memoria litúrgica se celebra el 11 de abril, al igual que el de su alumna, la ilustre Gema Galgani, que llegó a los altares 19 años antes que ella, en 1940, con la diferencia de que Gema fue canonizada y Elena no. Sin embargo en su congregación la venera el 23 de marzo. Se le asocia con la flor de lirio.
El 13 de abril de 2024 el papa Francisco autorizó el decreto de un milagro atribuido a la intercesión de la beata Elena Guerra. El papa Francisco la canonizó el 20 de octubre de 2024.